# Balta curvidens
Balta curvidens är en kackerlacksart som beskrevs av Morgan Hebard 1943. Balta curvidens ingår i släktet Balta och familjen småkackerlackor. Inga underarter finns listade.